# Činžovní dům F. J. Černého II
Činžovní dům F. J. Černého II je činžovní obytný dům v ulici Bratří Čapků 407 v Hradci Králové.

## Historie
Dům byl vybudován v letech 1904–05 a jednalo se společně s domem F. J. Černého I o první zakázku Josefa Gočára v Hradci Králové. Architekt tou dobou ještě studoval pod vedením Jana Kotěry na Uměleckoprůmyslové škole v Praze.
Dům byl určen pro stavitele Františka Jaroslava Černého, který také provedl samotnou stavbu objektu.

## Architektura
Původní jednopatrový dům, který na místě stál, byl v Gočárově návrhu o další patro navýšen. Vznikla symetrická secesní fasáda se středovým rizalitem s dvojicí lomených štítů. Mezi typické secesní prvky patří například ornamentální kované balkonové zábradlí, kované vstupní dveře nebo květinová sgrafita. Objekt má sedlovou střechu.
Hlavní komunikací v interiéru domu je schodišťová šachta, na kterou jsou napojeny jednotlivé byty – v každém podlaží dva. Zatímco kuchyně a koupelny bytů jsou orientovány do dvora, okna obývacích pokojů směřují do ulice.
V současné době (2008) je dům ve zchátralém stavu.